# Cymodocella sublevis
Cymodocella sublevis är en kräftdjursart som beskrevs av Barnard. Cymodocella sublevis ingår i släktet Cymodocella och familjen klotkräftor. Inga underarter finns listade i Catalogue of Life.